# De veghe în lanul de porumb
Children of the Corn (cu sensul de Copiii porumbului, denumit și De veghe în lanul de porumb în limba română) este un film de groază din 1984 bazat pe o povestire cu același nume din 1974 scrisă de Stephen King. Filmul este regizat de Fritz Kiersch, în rolurile principale interpretează Peter Horton și Linda Hamilton.
Acțiunea filmului are loc în orașul rural fictiv Gatlin, Nebraska. Filmul prezintă povestea unei entități demonice menționate ca Cel ce umblă în spatele rândurilor, care ademenește copiii din oraș să-i ucidă ritualic pe toți adulții pentru a asigura o recoltă de porumb îmbelșugată. Filmările au avut loc în principal în Iowa, dar și în California. Șapte continuări și un remake de televiziune au fost produse.

## Distribuție

### Adulți
- Peter Horton ca Burt Stanton
- Linda Hamilton ca Vicky Baxter
- R.G. Armstrong ca Diehl ("The Old Man")

### Copii
- John Franklin ca Isaac Chroner
- Courtney Gains ca Malachai Boardman
- Robby Kiger ca Job
- Anne Marie McEvoy ca Sarah
- Julie Maddalena ca Rachel
- John Philbin ca Richard 'Amos' Deigan

## Continuări
Filmul a avut mai multe continuări:
- Children of the Corn II: The Final Sacrifice (De veghe în lanul de porumb 2: Sacrificiul final)
- Children of the Corn III: Urban Harvest (De veghe în lanul de porumb 3: Recolta)
- Children of the Corn IV: The Gathering (Copiii fiarei)
- Children of the Corn V: Fields of Terror
- Children of the Corn 666: Isaac's Return  (Întoarcerea lui Isaac)
- Children of the Corn: Revelation
- Children of the Corn: Genesis
- Children of the Corn : Runaway

## Primire
Filmul a beneficiat de recenzii împărțite spre negative din partea criticilor   Gene Siskel și  Roger Ebert în cadrul programului TV At the Movies.  Deține un scor pe website-ul Rotten Tomatoes de 39% din 23 de recenzii. Filmul a avut încasări de 14 milioane  $ la box office-ul american.

## Refacere
În iunie 2008 s-a confirmat că Donald P. Borchers a început scrierea și regizarea unei refaceri pentru televiziune (Recolta însângerată), film cu premiera pe canalul Syfy. Producția a început în august, cu filmări în Davenport, Iowa, cu toate acestea, filmările au continuat apoi la Lost Nation, Iowa.(TJC)
În rolurile principale joacă David Anders, Kandyse McClure, Preston Bailey, Daniel Newman și Alexa Nikolas. Premiera a avut loc la  26 septembrie 2009, fiind lansat și pe DVD la 6 octombrie 2009 de către Anchor Bay. Scenariul refacerii pentru televiziune urmează îndeaproape povestea din povestirea originală, și nu pe cea din filmul original din 1984.

## Vezi și
- Children of the Corn (serie de filme)